# السی جنیس
السی جنیس (انگلیسی: Elsie Janis؛ ۱۶ مارس ۱۸۸۹ – ۲۶ فوریهٔ ۱۹۵۶) یک هنرپیشه، و خواننده اهل ایالات متحده آمریکا بود.